# Primula kusnetzovii
Primula kusnetzovii är en viveväxtart som beskrevs av Fedorov. Primula kusnetzovii ingår i släktet vivor, och familjen viveväxter. Inga underarter finns listade i Catalogue of Life.